# 국가인민군 공군

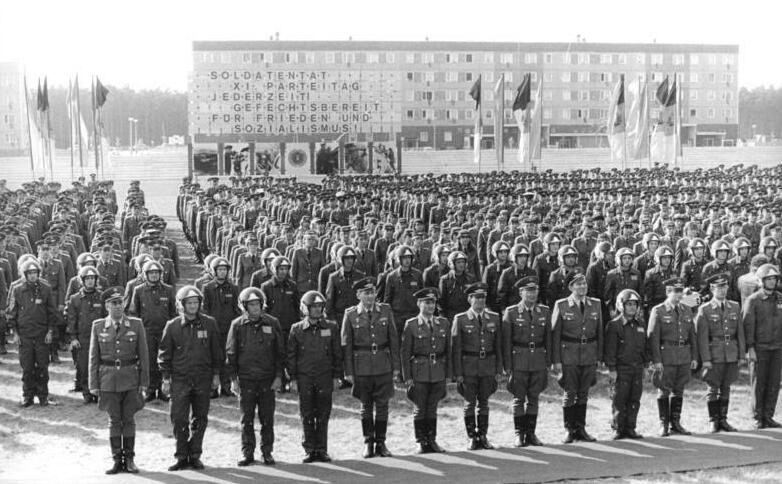
1985년, 국가인민군 공군의 병사들

국가인민군 공군 및 방공군(독일어: Luftstreitkräfte und Luftverteidigung der Nationalen Volksarmee)은 독일 민주 공화국의 국가인민군 소속 공군이었다. 1956년 3월 1일에 창립되어, 1990년 10월 2일에 해체되었다.

## 역사
1953년 11월 말에 항공기들의 재조직으로 내무부 직할에서 내무부 및 인민 경찰로 전환되었다.그 항공연대는 3개의 항공클럽들로 재조직되었고 각각 두 부분으로 나뉘어 있었다.1954년 초에 체코슬로바키아로부터 Z-126 및 M-1D항공기들을 도입했다.
1956년 3월 1일에 창설되면서 국가인민군에 소속되었고 동독이 바르샤바 조약 기구에 가입하면서 자연스럽게 조약의 일원이 되었다. 그리고 사령부를 콧부스에 둔채로 방공군(Luftverteidigung)에서 분리되었다. 3개 전투비행사단,공격기사단 그리고 반항공사단을 창설하려 했었다. 하지만 실제로는 오직 1항공 사단,3항공 사단 그리고 1대공 사단이 창설되었을 뿐이였다. 1957년 6월 1일에 두 조직은 합병되어 슈트라우스베르크에 위치하게 되었고 공군-방공 사령부( Kommando Luftstreitkräfte/Luftverteidigung (Kdo LSK/LV)) 소속으로 통합되었다.

## 편제
공군-방공 사령부
동독의 공군 참모들이 모인 사령부이며 동독 공군 소속 모든 항공기와 모든 방공전력을 통제한다.
- 제1방공사단 - 사령부:콧부스

동독의 남부 영역의 방공을 책임졌다.

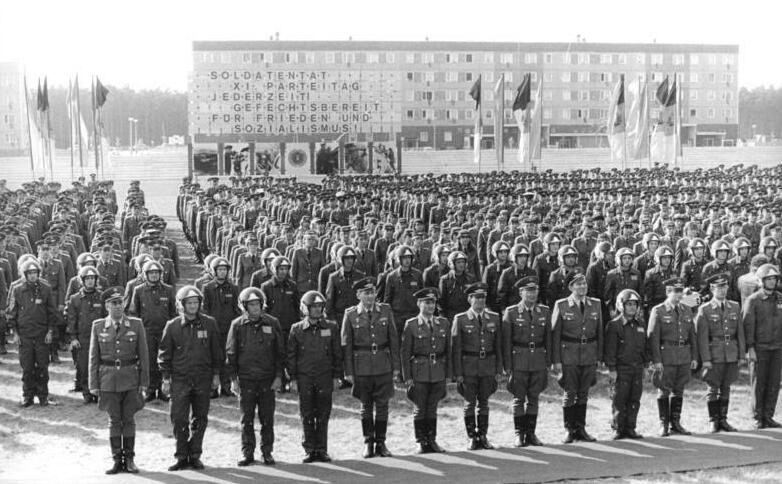
1985년에 촬영된 조종사들.

- - 제1전투비행단(Jagdfliegergeschwader 1 (JG-1)) - 홀츠도프 공군기지
  - 제3전투비행단(Jagdfliegergeschwader 3 (JG-3)) - 프레쉔 공군기지
  - 제7전투비행단(Jagdfliegergeschwader 7 (JG-7)) - 드레비츠 공군기지
  - 제8전투비행단(Jagdfliegergeschwader 8 (JG-8)) - 막스발드 공군기지
  - 제41지대공로켓(Fla-Raketen)여단
  - 제51지대공로켓(Fla-Raketen)여단
  - 제31지대공로켓(Fla-Raketen)연대

기타 직할대 등
- 제3방공사단 - 사령부 트롤르하건
  - 제2전투비행단(Jagdfliegergeschwader 2 (JG-2)) -트롤르하건 공군기지
  - 제9전투비행단(Jagdfliegergeschwader 9 (JG-9)) - 페네문드 공군기지
  - 제43지대공로켓(Fla-Raketen)여단
  - 제13지대공로켓(Fla-Raketen)연대
  - 제23지대공로켓(Fla-Raketen)연대

기타 직할대 등

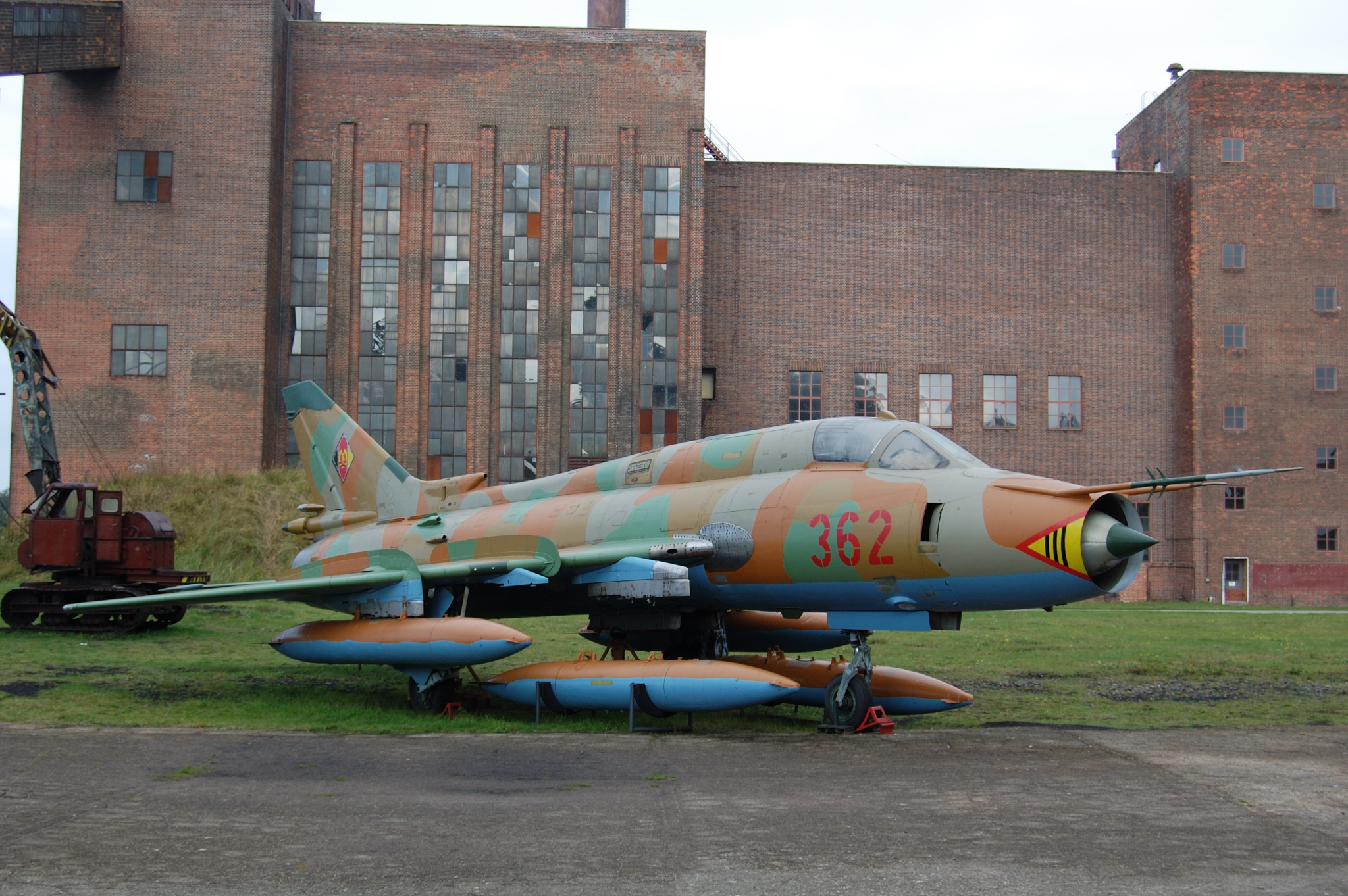
동독 공군 소속 Su-22 전폭기

- FO FMTFK(전선 및 군용기 지휘 부대,Führungsorgan der Front- und Militärtransportfliegerkräfte)

모든 전폭기,수송기,정찰기,수송헬리곱터들이 이들의 통제에 놓여있었다.
- - 제37전폭기비행단(Jagdbombenfliegergeschwader 37 (JBG-37)) - 드레비츠 공군기지
  - 제77전폭기비행단(Jagdbombenfliegergeschwader 77 (JBG-77)) -라게 공군기지
  - 제28해상전투비행단(Marinefliegergeschwader 28 (MFG-28)) - 라게 공군기지
  - 제34수송비행단(Transporthubschraubergeschwader 34(THG-34)) - 브라덴부르크-브리스트 공군기지

기타 등등 부대

## 보유 항공기

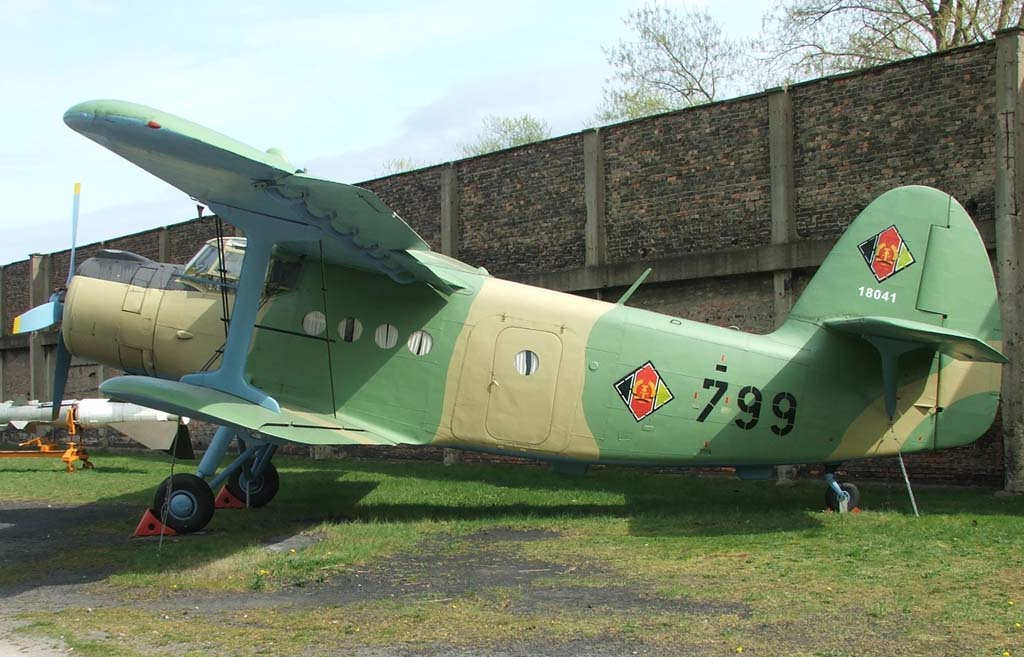
동독 공군 라운델이 그려진 안토노프 An-2.

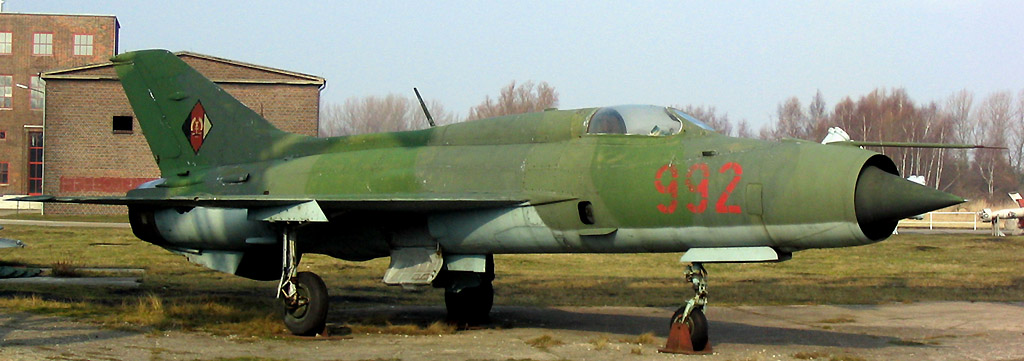
동독 공군 소속 미코얀-구레비치 MiG-21.

1953년부터 동독은 소련으로부터 An-2,La-9,Yak-11 등의 항공기들을 얻었고 1956년에는 미코얀-구레비치 MiG-15전투기와 Yak-18 전투기들을 공여받았다. MiG-21 전투기가 1962년부터 동독 공군에서 운용되었고 1970년대에는 미코얀-구레비치 MiG-23전투기가 실전배치되었다. 1980년대부터 Su-22 전폭기를 운용했고 1988년에는 미코얀 MiG-29전투기를 운용했다.
동독 공군은 바르샤바 조약 기구 가맹국 중에서도 수출형 다운그레이드 모델 대신에 가장 진보된 항공 전력들을 운용했다. 동독에 주둔 중인 소련의 제16항공군과 함께 정면에서 북대서양 조약 기구에 맞서는 임무를 맡았다.
- 1989년 기준 동독 공군 항공기 수량
  - 미코얀-구레비치 MiG-21 전투기:251대
  - 미코얀-구레비치 MiG-23 전투기:47대
  - 미코얀 MiG-29 전투기:24대
  - MiG-23BN 전투기:18대
  - Su-22 전폭기:54대
  - 에어로 L-39 알바트로스 훈련기 겸 공격기:52대
  - 안토노프 An-2 수송기:18대
  - An-26 수송기:12대
  - 일류신 Il-62 제트여객기:3대
  - 투폴레프 Tu-134 제트여객기:3대
  - 투폴레프 Tu-154 제트여객기:3대
  - L-410 수송기 겸 여객기:12대
  - Z-43 훈련기:12대
  - Mi-2 헬리곱터:25대
  - 밀 Mi-8헬리곱터:98대
  - 밀 Mi-24공격헬리곱터:51대
  - Mi-14해상작전헬리곱터:14대

- 1989년 기준 동독 공군 방공 전력
  - S-75 계열 지대공 미사일:222문
  - S-125 계열 지대공 미사일:40문
  - S-200 계열 지대공 미사일:24문
  - S-300 계열 지대공 미사일:12문 - 독일 통일 직전에 소련으로 반송되었다.